# Reacțiunea
Reacțiunea este o operă literară scrisă de Ion Luca Caragiale în anul 1896. 